# Aave
Aave (ou AAVE) est un protocole de finance décentralisée fonctionnant sur une blockchain,. Il permet à ses utilisateurs de prêter ou d’emprunter des cryptomonnaies de manière décentralisée. Aave est l'un des plus gros protocole de finance décentralisée, son jeton natif est le « AAVE ».

## Description
Le protocole Aave est déployé sur les blockchain Avalanche, Polygon ainsi que sur la plupart des deuxièmes couches d’Ethereum.

## Histoire
Aave se fait initialement connaître sous le nom « ETHLend » en proposant une place de marché ou les utilisateurs peuvent emprunter des cryptomonnaies contre le dépôt d’une autre cryptomonnaie en collatéral. Il s’agit de l’un des premiers protocoles proposant des prêts sur-collatéralisés.
En 2017, le jeton natif du protocole est introduit sous le nom de « LEND », il devient « AAVE » en 2020. Le jeton AAVE joue un rôle dans la gouvernance, la sécurité et les mécanismes de récompenses du protocol. Il permet à ses détenteurs de participer à l’évolution du protocole via son module de gouvernance et de le staker pour générer des rendements et assurer la sécurité du protocole.
En 2020, ETHLend prend le nom d'« Aave », un mot signifiant « fantôme » en finnois devant refléter la transparence du protocole.
En janvier 2020, Aave créé les « Flash Loans ». Il s’agit d’un prêt sans garantie devant être remboursé dans la même transaction. S'il n'est pas remboursé instantanément, la transaction est annulée. Ces instruments permettent (entre autre) l'exécution d'opérations au sein de l'environnement Aave, tel que les remboursements via collatéral (repay with collateral) ou les swap de collatéral (collateral switch).
En juin 2021, Aave est les plus gros projets de finance décentralisée avec 9.8 milliards de dollars de valeurs bloqués sur ses protocoles. Aave a levé 29,5 millions de dollars auprès de Blockchain capital, Blockchain.com Ventures, Standard Crypto, Framework Ventures et Three Arrows Capital.
En octobre 2021, Aave établi son record de « Total Value Locked » (TVL) à 19 milliards de dollars.
En juin 2022, l'Organisation autonome décentralisée MakerDAO, qui gère le stablecoin DAI, suspend les dépôts de DAI sur la plateforme de prêt d'Aave,.
En juillet 2023, le protocole Aave lance son stablecoin décentralisé GHO sur le réseau principal d'Ethereum. Cette cryptomonnaie stable est émise de manière décentralisée et fonctionne de manière similaire au DAI de MakerDAO. Il est garanti par des cryptomonnaies déposées en tant que collatéral par ses utilisateurs.
Fin 2024, le protocole devient le deuxième plus gros protocole de finance décentralisée à la suite d'une forte augmentation des fonds déposés dans ses pools de liquidité. Aave dépasse ainsi les 12 milliards de dollars de « Total Value Locked » (TVL). la même année, le Token AAVE augmente de 93% en l'espace de trois mois. 

## Sources
1. ↑  (en) Alexandra Scaggs, « A crypto cliffhanger brought back from the brink », sur www.ft.com, 16 juin 2022 (consulté le 8 octobre 2024)
2. ↑  (en) FT reporters, « Can crypto contagion infect mainstream finance? », sur www.ft.com, 1er juillet 2022 (consulté le 8 octobre 2024)
3. 1 2 3  Renaud H, « Aave propulse sa TVL à 12 milliards de dollars : EigenLayer éjecté de la deuxième place », sur Journal du Coin, 2 octobre 2024 (consulté le 1er novembre 2024)
4. 1 2 3 4 5  Renaud H, « Aave : Le pilier incontournable de la DeFi et son histoire », sur Journal du Coin, 26 octobre 2024 (consulté le 27 octobre 2024)
5. ↑  (en) Aave, « Aave Protocol Documentation - Flash Loans »  [html] (consulté le 17 juillet 2025)
6. ↑  (en) Miles Kruppa, « Silicon Valley bets on crypto projects to disrupt finance », sur www.ft.com, 3 juin 2021 (consulté le 8 octobre 2024)
7. ↑  (en) « DeFi Platform MakerDAO Pauses Some Aave-Related Lending Activity », Bloomberg.com,‎ 18 juin 2022 (lire en ligne, consulté le 8 octobre 2024)
8. ↑  (en) Scott Chipolina, « Cryptocurrency fallout delivers sharp kick to decentralised finance dreams », sur www.ft.com, 22 juin 2022 (consulté le 8 octobre 2024)
9. ↑  « PODCAST : BFM Crypto, les Pro: Aave, le stablecoin décentralisé GHO débarque sur le mainnet Ethereum - 21/07 », sur BFM BUSINESS (consulté le 8 octobre 2024)
10. ↑  « PODCAST : BFM Crypto, les Pros : AAVE : +93% en l'espace de 3 mois – 27/09 », sur BFM BUSINESS (consulté le 8 octobre 2024)